# Reloj Cucu de Villa Carlos Paz
El Reloj Cucu de Villa Carlos Paz es un emblema de la ciudad debido a su historia. Fue creado en 1958 por un grupo de ingenieros alemanes que vivían en la ciudad, y para la época era uno de los relojes más grandes del mundo.
Posee un sistema de engranajes que hace accionar al reloj, su campana y que el cucú salga de la casita cada hora exacta y cada media hora. Durante la temporada alta (verano), se puede observar a distintos grupos de turistas que aguardan la salida del pájaro cucú con su cámara de fotos para capturar el momento. 
La caja del reloj y el pájaro cucú fueron realizados artesanalmente y son una verdadera obra de arte de la época, mide 7,5 metros de alto. Todo su mecanismo funciona por un motor eléctrico que acciona de manera automática todos sus componentes. 
Fue reformado el entorno donde está ubicado el reloj actualmente, en varias oportunidades, en 2018/2019 se le agregó una fuente de agua y un muro verde de fondo.

### Historia del Cucú
Carl Hans Plock, era profesor de Logística y Metodología en la Universidad de Córdoba. Fundó en Villa Carlos Paz una pequeña empresa de relojes cucú, rememorando aquella época de juventud en Neumenhar. IRCA, Industria de Relojes, Controles y Aparatos SRL
A su vez, habían llegado dos ingenieros aeronáuticos, Ulrich Schnaak y Karl Wedemeyer. Ellos formaban parte del grupo Focke Wulf de Alemania. Schnaak fue socio de Plock, y Wedemeyer trabajaba por su cuenta para la creación de cadenas de péndulos (con el tiempo construiría una máquina automática para realizar dicha tarea).
Schnaak junto con Plock abrieron su empresa de relojes cucú, y el primer reloj fue fabricado el 7 de abril de 1952. Con el tiempo llegaron a tener 35 empleados. Entre ellos, Persello, un carpintero italiano que construía las carcasas de madera. El tallado de hojas y otros ornamentos eran tallados por familias alemanas que vivían en la región, y tallaban en sus domicilios. Para ello ayudó mucho el señor Hasse, que tenía un caballo y sulky, él era el encargado de transportar los materiales a tallar y tallados.
La empresa funcionó muchos años, y fue un éxito total.
Para que un reloj de esas características funcione a la perfección, depende de engranajes dentados de alta precisión, imposibles de conseguir en Argentina. Pensaron en fabricarlas, pero casualmente Plock recibe la visita de 2 amigos, Heinz Ostertag y Karl Diehl de Núremberg, que estaban viviendo en Buenos Aires. Diehl, tenía una fábrica de relojes despertadores en Núremberg, donde fabricaba más de 1000 despertadores por día. Se resolvió entonces la producción de los engranajes en la fábrica de Diehl, y se recibían en Carlos Paz para la producción de los relojes cucú. Posteriormente Diehl intentó abrir una fábrica de relojes en Argentina, pero fallaron las negociaciones con el gobierno Argentino.
Finalmente la pequeña empresa término construyendo relojes cucú en cantidad, de madera, plástico e incluso porcelana. También se fabricaron relojes electrónicos para autos (específicamente modelos de la Kaiser). 
En 1957, Carlos Gasser, que formaba parte de un centro vecinal, le preguntó a Plock si podía construir un reloj cucú gigante, el más grande del mundo y que sea réplica de los pequeños, con sonido e igual funcionamiento.

Plock no dudo y accedió junto a un arquitecto a la construcción del reloj de 7.5 metros de altura. 
La construcción se hizo sobre un esqueleto de hormigón armado donde se apoyaron los ladrillos, que luego fueron cubiertos con piedra laja. Con respecto al tallado, fue realizado por Mario L. Casolla, un italiano que tenía una heladería sobre calle Sarmiento, donde más tarde se ubicaría el reloj.
Se había pensado un pozo de 5 metros debajo del suelo, para que la maquinaria funcionara con las pesas, el martinete y el motor eléctrico de ½ hp.
Toda la maquinaria se construyó en el taller de Plock, las ruedas dentadas, que tenían unos 60/70 cm de diámetro fueron fresadas en Córdoba. El cucú lo talló el mismo Plock (1 metro de largo), las cifras del cuadrante de las horas las realizó en el taller de carpintería de Inoccente Persello. Para el “gong” de las campanas se utilizó un riel y un martillo. Todo diseñado en conjunto y supervisado por Karl Wedemayer, su amigo ingeniero mencionado anteriormente.

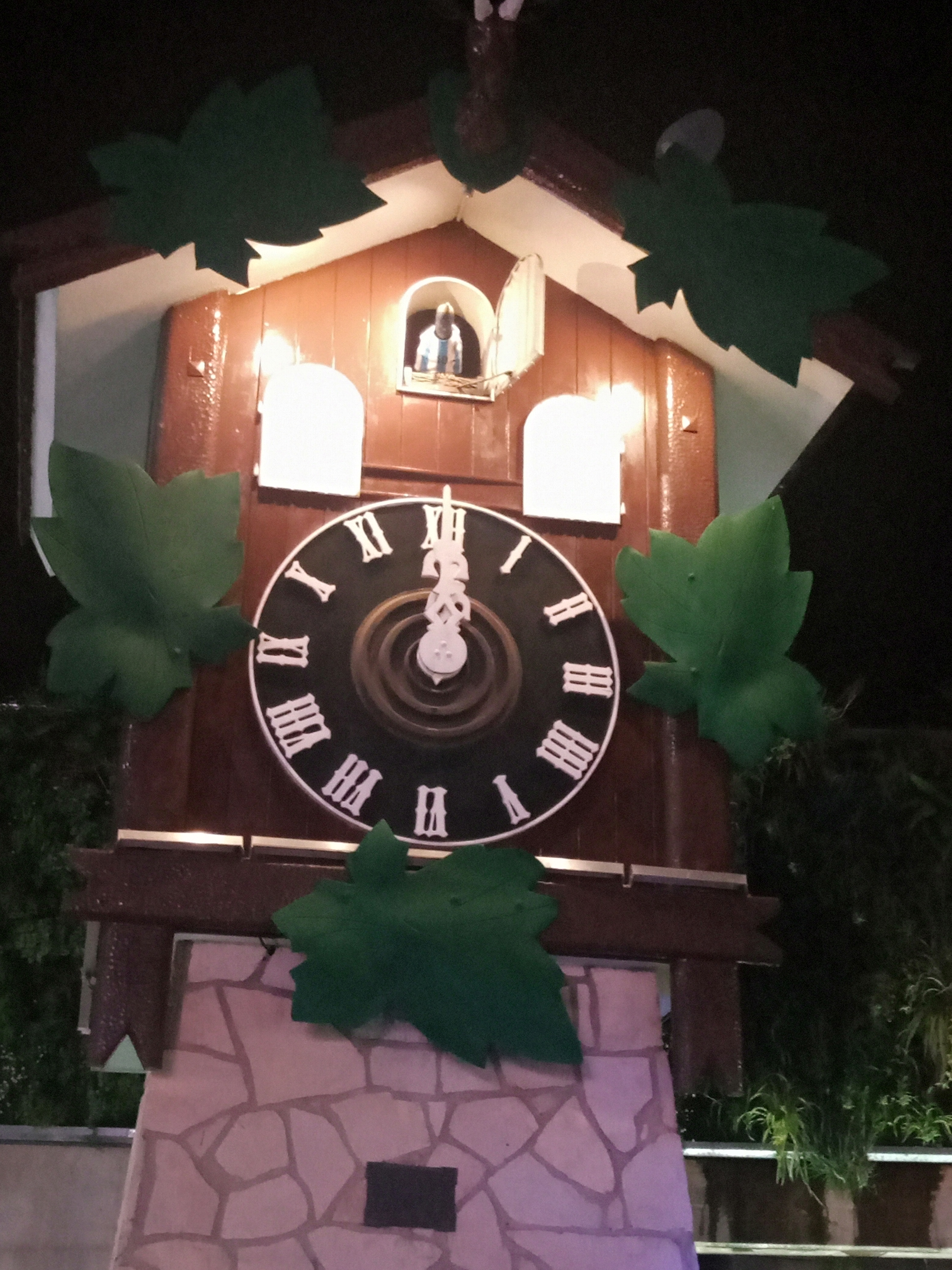
Reloj Cucu noche de verano

Finalmente, en 1958, el 25 de mayo fue inaugurado el reloj cucú. La esposa de Plock hizo estallar una botella de champaña en la base del reloj mientras los fuegos artificiales se desplegaban en el cielo. Villa Carlos Paz tuvo en esa época el reloj cucú más grande del mundo, haciendo eco incluso en periódicos y revistas mundiales. (Revista Life de New York público una página especial para la ocasión).